# Wojciech Grand Prix
Grand Prix „Wojciech” honoruje laureatów Ogólnopolskiego Konkursu Tańca im. Wojciecha Wiesiołłowskiego oraz wybitne osobowości promujące balet i taniec współczesny, którzy zapisali się w historii tańca polskiego. Nagroda przyznawana przez Ministerstwo Kultury i Dziedzictwa Narodowego oraz Szkołę Baletową w Gdańsku od 2005 roku.

## Organizatorzy
- Ministerstwo Kultury i Dziedzictwa Narodowego Centrum Edukacji Artystycznej w Warszawie.
- Ogólnokształcąca Szkoła Baletowa im. Janiny Jarzynówny-Sobczak w Gdańsku.
- Opera Bałtycka w Gdańsku[2].

## Statuetka
„Wojciech” jest statuetką z patynowanego brązu na kamiennej podstawie ok. 40 cm wysokości, zaprojektowaną i wykonaną przez rzeźbiarza Gennadija Jerszowa. Jest produkowana ręcznie. Na każdej znajduje się sygnatura G. Jerszow. Nagrody Grand Prix przyznane się jednej osobie spośród wszystkich uczestników biorących udział w Konkursie dla artystycznej indywidualności Ogólnopolskiego Konkursu Tańca oraz dla wybitne osobowości scen polskich. Statuetka przedstawia patrona konkursu Wojciecha Wiesiołłowskiego w roli Hamleta. Dla uzyskania prawdopodobieństwa sylwetki Wojciecha Wiesiołłowskiego był zaproszony Andrzej Marek Stasiewicz, długoletni pierwszy solista baletu Opery Narodowej w Warszawie, który pozował artyście, twórcy wielu rzeźb dla instytucji kultury, m.in. Bronisława i Wacław Niżyński dla Teatru Wielkiego w Warszawie. Grand Prix towarzyszy nagroda pieniężna. Prestiżowa impreza finalistów odbywa się w Operze Bałtyckiej i jest dostępna szerokiej publiczności podczas Koncertu Galowego.
Statuetki Wojciecha otrzymali m.in.:
- Zdzisław Bujanowski – Dyrektor CEA[1];
- Alicja Boniuszko – pedagog, polska tancerka baletowa;
- Waldemar Dąbrowski – minister kultury;
- Paweł Chynowski – teatrolog, krytyk teatralny i baletowy, historyk baletu, librecista.

## Jury
Do grona jury należy: Emil Wesołowski, Marek Różycki, Alicja Boniuszko, Daria Dadun, Barbara Sier-Janik, Ewa Wycichowska, Izadora Weiss, Henryk Konwiński, Krzysztof Pastor, Jacek Przybyłowicz, Wiesław Dudek, Katarzyna Gdaniec, Marcin Kupiński, Dawid Trzensimiech, Kazimierz Wrzosek, Aleksandra Dziurosz, Regina Kaupuža, Javier Torres Lopez, Anna Nowak (naukowiec), Krzysztof Nowogrodzki, Vera Potashkina.

## Dyrektorzy konkursu
- od 1972 Bronisław Albrecht Prądzyński.
- od 2019 Sławomir Gidel.